# حمة (حشرات)

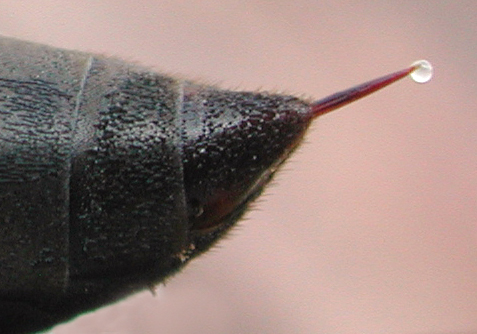
حمة دبور مع قطرة من الزعاف

الحُمَة أو إبرة أو زُبَانَى أو حَمَة أو حِمَة أو مِنْخَس الحشرة هي عضو حاد يوجد في حيوانات مختلفة كالحشرات ومفصليات الأرجل قادرة على حقن الزغافوذلك عن طريق ثَقْب بشرةِ حيوان آخر.
لدغة الحشرة معقدة بسبب إدخالها للسم في الجسم، مع أن اللسعات ليست كلها سامة. غالبًا ما يُخلط بين اللدغات التي يمكن أن تنتج اللعاب بالإضافة إلى مسببات الأمراض والأمراض الإضافية، واللسعات. يُعتقد أن مكونات معينة من السم تؤدي إلى رد فعل تحسسي، والذي بدوره ينتج آفات جلدية قد تراوح من حكة صغيرة أو منطقة مرتفعة قليلاً من الجلد إلى مناطق كبيرة من الجلد الملتهب مغطاة بمرض جلدي وآفات مُقْشِرَة.
تنتج الحشرات اللاذعة تورمًا مؤلمًا للجلد وتتفاوت شدة الآفة وفقًا لمكان اللدغة وهوية الحشرة وحساسية الشخص المصاب. العديد من أنواع النحل والدبابير لها غدتان سامتان ، إحداهما تفرز مادة سامة يَكُون فيها حمض الفورميك مكونًا معروفًا ، والأخرى تفرز سمًا عصبيًا قلويًا. تأثير كل سُمًّ على حدة خفيفٌ، ولكن عندما يتحدان بعد اللدغة فإن المزيج له خصائص مزعجة قوية. تتسبب لسعةُ نحلة أو دبور ثانيةٌ في عدد قليل من الحالات برد فعل تحسسي شديد يعرف باسم صدمة تحسسية.
الزنابير وبعض النمل ، الحرائش والعقارب تلدغ أيضًا.
تترك بعض الحشرات حمتها في الثقب، لكنه نادر الحدوث. على سبيل المثال من بين 20000 نوع من النحل في جميع أنحاء العالم ، بُلِّغَ عن ستة أنواع فقط من نحل العسل التي تحتوي على شوكة شائكة لا يمكن سحبها. أما في الدبابير فقد أُبْلِغَ أن جميع الدبابير تقريبًا لديها حمات ناعمة باستثناء نوعين.

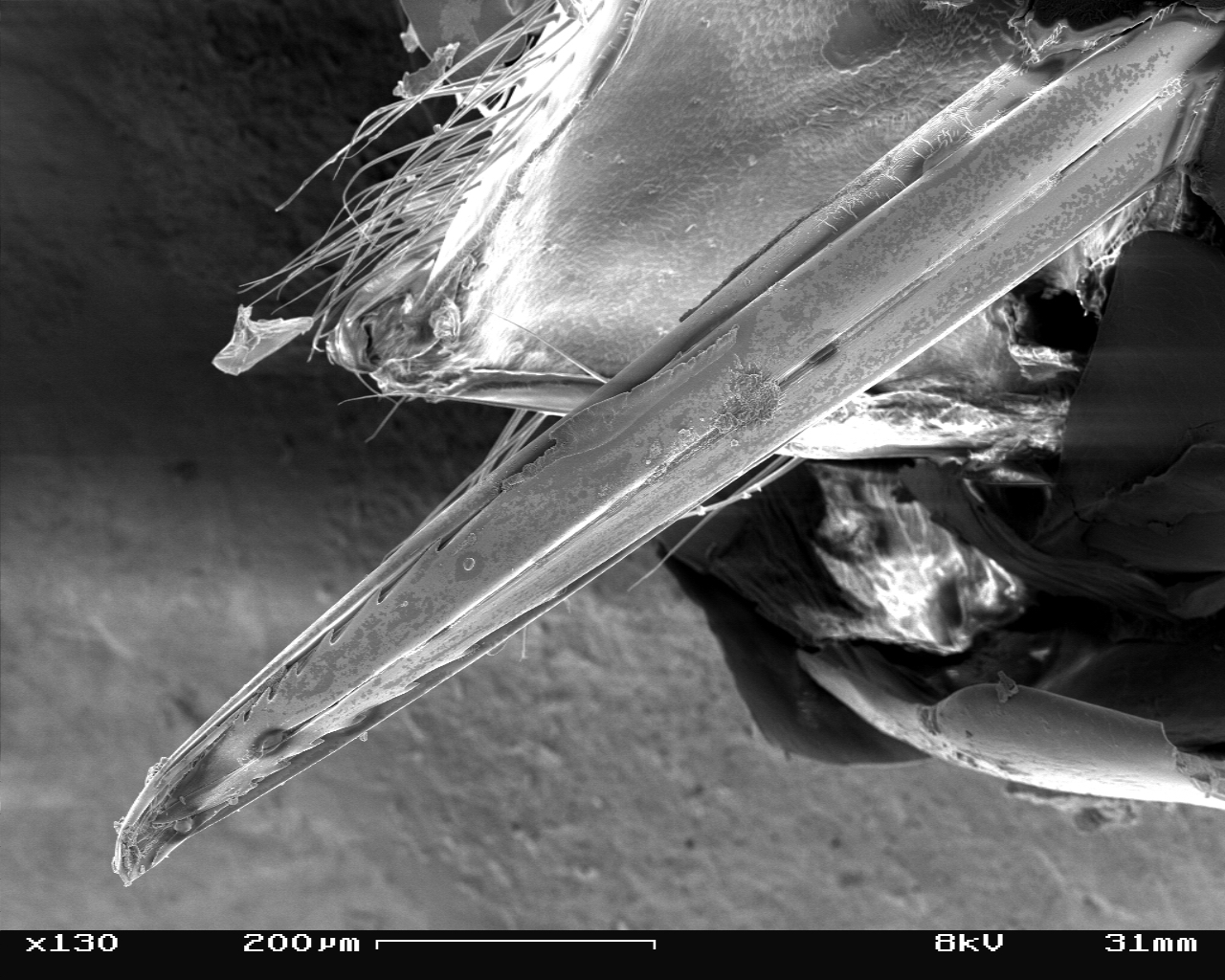
حمة دبور السترة الصفراء في المجهر الإلكتروني الماسح

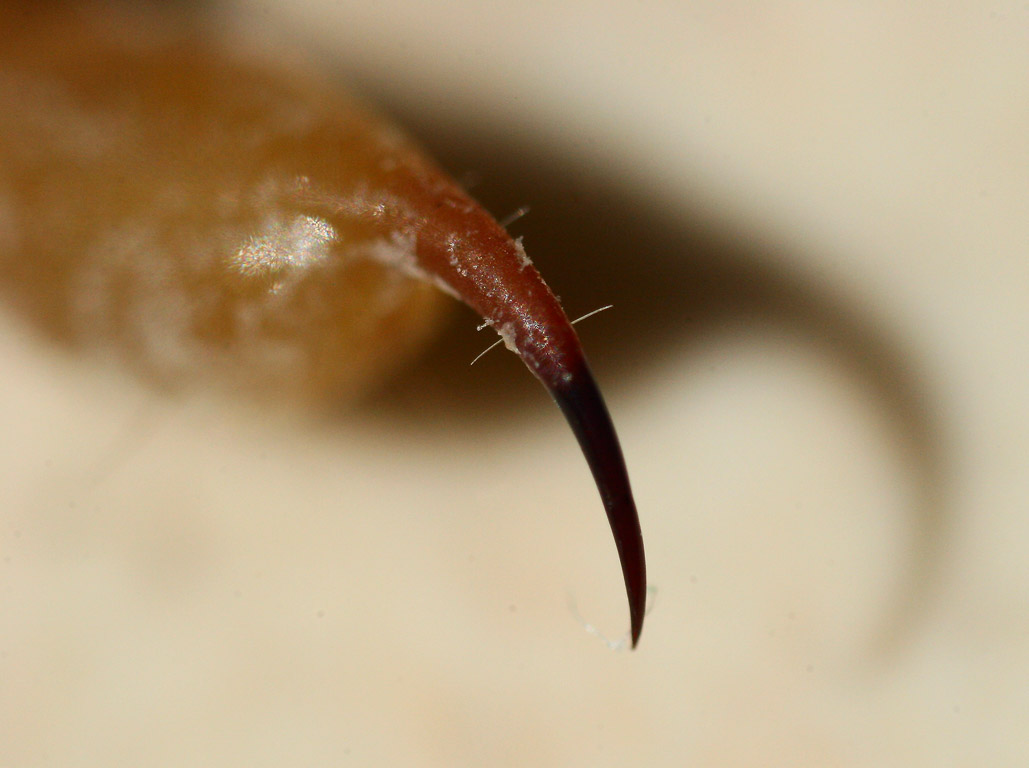
حمة العقرب

## أنظر أيضًا
- لسعة نحلة
- خلية لاسعة
- كلاب قرني
- حريشة
- لسعة الحشرة
- مؤشر شميت